# Salpichroa proboscidea
Salpichroa proboscidea là loài thực vật có hoa trong họ Cà. Loài này được Benoist miêu tả khoa học đầu tiên năm 1938.